# Bloedbad in Winnenden op 11 maart 2009

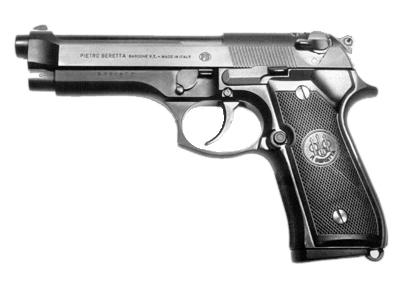
Het wapen dat gebruikt werd tijdens de schietpartij was een Beretta 92 FS.

Het bloedbad van Winnenden was een dodelijke schietpartij op de Albertville-Realschule in het Zuid-Duitse Winnenden (Baden-Württemberg) op 11 maart 2009, gevolgd door een schietpartij bij een autobedrijf in Wendlingen.
Het resulteerde in zestien doden, onder wie de dader, de zeventienjarige Tim Kretschmer, een oud-leerling van de school.

## De schietpartijen

### Albertville-Realschule
Kretschmer opende het vuur in de school om ongeveer 09.30 uur (CET). Ooggetuigen meldden dat de jongen het vuur opende en lukraak schoot in de klaslokalen en gangen. De BBC meldde dat hij van klaslokaal naar klaslokaal ging en daar zijn slachtoffers door het hoofd schoot. De rector van de school riep om dat Mevrouw Koma er aan kwam, een gecodeerd bericht (omgekeerd staat er "Mevrouw Amok"). Dit codebericht was bedacht naar aanleiding van een ander bloedbad in 2002 op een Duitse school en waarschuwde de leraren om de deuren op slot te doen en binnen te blijven.
Negen leerlingen, twee vrouwelijke leerkrachten en een vrouwelijke stage-docent werden vermoord. De leerlingen waren veertien en vijftien jaar oud, acht van hen waren vrouwelijk. Nadat een leerling om 09.33 uur (lokale tijd) het alarmnummer had gebeld, waren drie politiemannen van een speciale interventie-eenheid binnen twee minuten ter plaatse en gingen de school binnen. Op dat moment waren in de school nog schoten te horen. De agenten troffen de dader in het trappenhuis; de jongen schoot op hen en vluchtte daarna de school uit.

### Vlucht
Na zijn vlucht uit de school kwam Kretschmer over het terrein van een nabijgelegen psychiatrische instelling en doodde de dienstdoende tuinman. Ondertussen zette de politie de omgeving af. Grote aantallen agenten beveiligden het schoolgebouw en zochten, zonder succes, door heel Winnenden naar de dader.
Tegen 10.00 uur kaapte hij een auto in een parking in Winnenden. Hij dwong de bestuurder van een Volkswagen Sharan om hem te helpen vluchten en wist zo een aantal politieblokkades te omzeilen. Na een rit van twee uur bereikte het duo om 12.05 uur lokale tijd Wendlingen, 40 kilometer van Winnenden. De auto raakte hier van de weg en Kretschmer vluchtte te voet verder, daarbij de auto en de bestuurder achterlatend. De bestuurder waarschuwde hierna de politie, waarna die het spoor weer op kon pakken.
Uiteindelijk vluchtte Kretschmer een industriegebied in Wendlingen in. Hier ging hij bij een autobedrijf naar binnen en doodde een verkoper en een klant. Het bedrijf werd omsingeld en er volgde een schotenwisseling, waarbij twee agenten gewond raakten. Bij een poging tot vluchten over de parkeerplaats werd Kretschmer in zijn been geraakt, maar wist zich nog op te richten en kon zijn pistool onder dekking herladen. Hij pleegde zelfmoord met een schot in het hoofd. Enige tijd daarna werd zijn stoffelijk overschot in het autobedrijf aangetroffen.

## Dader
De dader van het bloedbad bleek de zeventienjarige Tim Kretschmer te zijn, een oud-leerling die zijn diploma een jaar eerder aan de school haalde. Lokale media meldden dat hij uit het nabije Weiler zum Stein in de gemeente Leutenbach kwam. Medescholieren kenschetsen Tim op verschillende manieren: sommigen noemden hem teruggetrokken en op zichzelf, anderen normaal en aardig.
Volgens de automobilist die door Kretschmer was gegijzeld, doodde de dader "voor het plezier".

## Herkomst van het pistool
Op de dag van het drama doorzocht de politie het huis van de familie Kretschmer in Leutenbach rond 11 uur 's ochtends. Jörg Kretschmer, de vader van de dader, bezat als lid van een lokale schietvereniging 15 legale geweren. De politie constateerde dat één pistool (een Beretta) ontbrak, samen met zo'n honderd kogels. Veertien pistolen waren opgeborgen in een safe; de Beretta had de vader onbeveiligd in de slaapkamer bewaard.

## Veroordeling van de vader
Vijf dagen na de schietpartij startte het Openbaar Ministerie een procedure op om de vader aan te klagen wegens "dood door nalatigheid", aangezien deze het pistool dat Tim Kretschmer had gebruikt voor het bloedbad, niet had opgeborgen zoals de wet het voorschrijft. De overige veertien pistolen werden door de politie in beslag genomen. De vader kondigde ook aan dat hij zijn wapenvergunning zou inleveren.
In november 2009 meldde het Openbaar Ministerie van Stuttgart dat Jörg Kretschmer werd aangeklaagd op gronden van dood door nalatigheid, slagen en verwondingen door nalatigheid en schending van de wapenwet. De verdediging kantte zich tegen een straf omdat de vader en zijn gezin zwaar hadden geleden onder het drama. De meeste nabestaanden van de slachtoffers van de schietpartij wilden echter wel een gevangenisstraf voor Kretschmer.
Op 10 februari 2011 werd de vader na 15 maanden proces schuldig bevonden aan dood door schuld, slagen en verwondingen door nalatigheid en overtreding van de wapenwetgeving. Hij werd veroordeeld tot een voorwaardelijke gevangenisstraf van een jaar en negen maanden. In juli 2011 werd bekendgemaakt dat Jörg Kretschmer in beroep ging tegen de uitspraak.

## Reacties
De Duitse politici veroordeelden unaniem de schietpartij. President Horst Köhler en bondskanselier Angela Merkel verklaarden geschokt te zijn. Ulrich Wilhelm, de woordvoerder van de federale regering, noemde het incident "verschrikkelijk" en verklaarde aan de pers dat de politie alles gedaan had wat zij kon. Ursula von der Leyen, de minister van Gezin pleitte ervoor om scholen beter voor te bereiden op dergelijke drama's. Zij vond ook dat er meer onderzoek moest komen naar de oorzaken ervan.
Günther Oettinger, de minister-president van de deelstaat Baden-Württemberg, sprak over een "afschuwelijke daad die op geen enkele manier te verklaren is" en betuigde zijn medeleven aan de nabestaanden van de slachtoffers.
Het drama zorgde ook voor een schokgolf bij de Duitse bevolking. Na het drama werden tienduizenden wapens ingeleverd. Ook illegale wapens mochten worden ingeleverd, op voorwaarde dat deze niet betrokken waren geweest bij een misdrijf. In de deelstaat Noordrijn-Westfalen werden zo 34.000 wapens verzameld en in Beieren zo'n 20.000.